# Laugh Literary and Man the Humping Guns
Laugh Literary and Man the Humping Guns  est un magazine littéraire miméo publié de 1969 à 1971 à Los Angeles (Californie) par Charles Bukowski et Neeli Cherkovski (alors connu sous le nom de Neeli Cherry). Le titre original était « Laugh Literary and Man the Fucking Guns » ( « Riez littéraire et servez les canons de la baise »), mais Neeli Cherkovski convainquit Charles Bukowski de changer « Fucking » par « Hamping » à cause de la censure. À la fin des années 1960, les services postaux américains poursuivaient les éditeurs d'envois « obscènes ». À l'époque de la publication du magazine Charles Bukowski travaillait encore comme simple employé au département des Postes des États-Unis, n'étant pas alors écrivain à plein temps sous contrat avec John Martin le directeur des éditions Black Sparrow Press.
La première édition est publiée à Los Angeles par Charles Bukowski et Nelly Cherkovski. Elle contient des poèmes, des correspondances et des illustrations de Charles Bukowski. Sur la couverture, un texte-manifeste : « Par dégoût de la poésie de Chicago, de ces boulettes de viande hachée ennuyeuses et sans danger, les Creeley, Olson, Dickey, Merwin, Nemerov et autres Mérédith - voici le premier numéro du premier volume de Laugh Literary and Man the Humping Guns ». Charles Bukowski était très critique envers les textes qu'il recevait, il renversait de la bière sur les poèmes qu'il n'aimait pas quand il ne les trempait dans ses œufs au plat avant de les renvoyer. Ce magazine était conçu comme une réaction aux poètes de l'école de Black Mountain (poètes américains des années 1950 préconisant l'usage de la langue parlée et la liberté de l'inspiration). Les contributions de cette première édition étaient celles de Douglas Blazek, Roger Margolis, Jack Micheline, Steve Richmond, Jerome Rothenberg et Thomas F. Sexton
Ce « petit » magazine littéraire faisait partie de la révolution accordée à l'auto-édition par le miméographe dans les années 1960 ; il aida l'auteur à établir encore plus sa réputation de poète. Toujours aussi lucide, Charles Bukowski écrivait en 1973 dans un numéro de Small Press Review : « Avec les possibilités offertes par la machine à ronéotyper, n'importe qui peut devenir éditeur, avoir du flair, et avec très peu de dépenses et finalement aucun résultat. »
La seconde édition est éditée par Charles Bukowski, Neeli Cherkovski et Harold Norse, un ami de Bukowski qui fit paraitre des poèmes de celui-ci dans une anthologie. Cette deuxième édition comprenait les poèmes suivants de Bukowski : The Grand Pricks of the Hob-Nailed Sun et I Tought I Was Going To Get Some.

## Sources
- (en) Cet article est partiellement ou en totalité issu de l’article de Wikipédia en anglais intitulé « Laugh Literary and Man the Humping Guns » (voir la liste des auteurs).